# ManMadePredator
ManMadePredator è il secondo album del gruppo grindcore Leng Tch'e, pubblicato nel 2003 attraverso l'etichetta The Spew Records.

## Tracce
1. The Meaning of Life – 0:54
2. Public Enema n°1 – 1:02
3. Too Stupid to Live – 1:41
4. 5 Minutes of Fame – 1:47
5. You Fat Prick – 1:14
6. The Queen of Egoism – 1:31
7. Time is Against Me – 1:31
8. The Happy Retard – 1:09
9. Popularity Contest – 1:00
10. Sleazebag – 2:48
11. God = Mass Hysteria – 1:01
12. All Hippies are Dropouts – 1:29
13. I'm Afraid of People – 1:25
14. Life is an S.T.D. – 1:01
15. Still from da Hood – 1:30
16. Nothing to be Proud of – 1:28
17. Fuck Off Coz I Hate You All – 1:46
18. Sick Brutal Gore Bastard (Keep it Fucking Sick) – 1:14
19. Crucial 4 Life – 3:27

## Formazione
- Isaac Roelaert- voce
- Glen Herman - chitarra
- Sven de Caluwé - batteria
- Jan Hallaert - chitarra
- Steven Van Cauwenbergh - basso